# Fog Prison
I Fog Prison sono un gruppo rap italiano composto da Braka (rapper/produttore) 17/05/1986, Pablo (produttore/musicista)  01/03/1983 e Ide (rapper)  27/09/1985, nati e cresciuti nella città di Ascoli Piceno.

## Storia del gruppo

### Inizi
Il gruppo nasce nei primi anni del 2000 quando Braka e Pablo iniziano a produrre i primi beat insieme. Si accorgono subito che i suoni e il modo di comporre si differenzia da quello che si sentiva in quel periodo. Cercano di non campionare samples suonando le loro produzioni, cosa che musicalmente in quegl'anni si sentiva poco e questa sarà uno dei fattori principali che attualmente li contraddistingue.
Nel 2006 esce il primo demo "Porta alla pazzia" dove il duo ascolano inizia a mettersi in gioco, nel 2008 curano la parte musicale del demo di Ide "Osotogari" e in quello stesso anno il rapper entra a far parte dei Fog Prison formando il gruppo attuale.
Nel 2009 autoproducono Monolinea e quest'ultimo lavoro li spronerà a spingersi oltre rispetto tutto quello che fino a quel momento avevano fatto.
Da anni aprono i concerti ai nomi e i gruppi di maggior rilievo della musica rap italiana su tutti Kaos, Colle der Fomento, Tormento, Dargen D'Amico, Primo Brown, Bassi Maestro e molti altri.

### L'albumFiero prigioniero
Il primo disco ufficiale sotto etichetta Trumen Records (distribuzione Self) dal titolo "Fiero Prigioniero" esce l'8 febbraio del 2011, composto da 15 tracce l'album vede la presenza di artisti di spicco della scena rap italiana come Dargen D'Amico, Maxi B, Dj Skizo, Dj Yaner, due artisti ascolani Sandro appartenente al gruppo Scisma Baby e Arsen.
La terza traccia di Fiero Prigioniero Mad in Italy viene scelta dal regista Paolo Fazzini come brano per il suo film horror dall'omonimo titolo, che verrà successivamente distribuito oltre che in Italia anche negli USA.

### Radio DeejayAsganaway
Nel mese di dicembre del 2012 i Fog Prison compongono per il programma "La Radio nel Pallone", trasmissione di un'emittente radiofonica della loro città Radio Ascoli, la sigla di apertura. Partecipano al concorso di Radio Deejay nella trasmissione Asganaway, vincendo come miglior Jingle tra tutte le radio partecipanti, 1300 circa, come dirà uno dei conduttori durante la puntata che li affermerà vincitori..

### L'albumPentothal
Il 31 gennaio 2013 esce il secondo disco dal titolo Pentothal sotto etichetta Udedi (distribuzione Audioglobe), anch'esso composto da 15 tracce interamente suonate da Pablo e Braka. Anche in quest'album non mancano collaborazioni come quelle con Tormento, gli stessi Maxi B, Dj Yaner, Il Generale (cantautore reggae fiorentino) e Sandro. Il video del primo singolo Funky Fresh, uscito a luglio 2012, viene girato con la partecipazione del calciatore Luigi Giorgi.

## Discografia
- 2006 - Porta alla pazzia
- 2008 - Osotogari
- 2009 - Monolinea
- 2011 - Fiero prigioniero
- 2013 - Pentothal

### Singoli
- 2011 - Lasciarmi andare
- 2011 - Mad in Italy
- 2012 - Lu sense de dovere (street single)
- 2012 - Le sottigliezze del particolare
- 2012 - Funky fresh
- 2013 - Pentothal
- 2013 - Via da me
- 2013 - Pellastre
- 2013 - Fino all'orlo feat. Tormento
- 2014 - Un saluto
- 2014 - 'Bbia a rannelà